# Срібровщина
Срібро́вщина —  село в Україні, у Кролевецькій міській громаді Конотопського району Сумської області. Населення становить 31 осіб. До 2020 орган місцевого самоврядування — Бистрицька сільська рада.

## Населення

### Мова
Розподіл населення за рідною мовою за даними :
| Мова       | Кількість | Відсоток |
| ---------- | --------- | -------- |
| українська | 31        | 100%     |

## Географія
Село Срібровщина знаходиться біля одного з витоків річки Свидня. За 3 км розташоване місто Кролевець, за 2 км — село Безкровне. Поруч проходять автомобільні дороги М02E101 і Т 1907.

## Історія
12 червня 2020 року, відповідно до розпорядження Кабінету Міністрів України № 723-р «Про визначення адміністративних центрів та затвердження територій територіальних громад Сумської області», село увійшло до складу Кролевецької міської громади.
19 липня 2020 року, в результаті адміністративно-територіальної реформи та ліквідації Кролевецького району, увійшло до складу новоутвореного Конотопського району.

## Символіка
Перевернутий срібний півмісяць символізує срібну брову (герб є подвійно промовистим). Пшениця символізує сільське господарство і працьовитість місцевих мешканців.